# Brotogeris versicolurus
La catita versicolor, pihuicho  o periquito de alas amarillas (Brotogeris versicolurus) es una especie de ave psittaciforme de la familia Psittacidae nativa de Sudamérica. Está estrechamente emparentado con la catita chirirí, y a veces se las consideró conespecíficas.  

## Descripción
Estos periquitos miden entre de 21,5 a 25 cm de longitud. El plumaje es verde, con las mejillas grisáceas y en las alas con bordes amarillos siempre visibles, parches blancos notorios en vuelo y punta azul. La cola es larga, afilada y puntuda.

## Distribución y hábitat
El área de distribución natural de la catita versicolor se extiende por la cuenca del Amazonas, en Bolivia, Brasil, Colombia, Ecuador, Guayana francesa, Perú y Surinam. Ha sido introducido en California, Florida, Puerto Rico y en la ciudad de Lima, Perú, debido a la liberación de mascotas. Aunque se ha observado que las poblaciones reproductoras establecidas en Estados Unidos están en declive.
Vive en el dosel del bosque de galería, bordes del bosque, islas fluviales y áreas abiertas arboladas, preferentemente por debajo de los 300 m de altitud, pero se encuentra en elevaciones mayores, incluso hasta los 2.700 m s. n. m.

## Comportamiento

### Alimentación
Se alimenta principalmente de gusanos y de frutas en su hábitat natural. Fuera de él se adapta para alimentarse también de flores y de néctar. Gusta consumir las semillas de ceiba.

### Reproducción
Anida en troncos huecos de palmeras y árboles, aprovechando las grietas formadas por la descomposición. Construyen el nido como réplica de los montículos de termitas arbóreas. La hembra pone cuatro a cinco huevos blancos, que eclosionan después de 26 días de incubación. Los polluelos abandonan el nido unos 45 días después del nacimiento. Después de la crianza, todas las aves vuelven a los dormideros comunales, de hasta 100 individuos.

## Amenazas y conservación
Aunque está catalogado como especie bajo preocupación menor, sus poblaciones disminuyeron debido a la destrucción de hábitat y el comercio ilegal de periquitos como mascotas.